# Campeonato Mundial de Ginástica de Trampolim de 2022
O Campeonato Mundial de Ginástica de Trampolim de 2022 foi realizado em Sófia, Bulgária, de 16 a 19 de novembro de 2022.

## Nações participantes
- África do Sul (2)
- Alemanha (6)
- Argentina (3)
- Austrália (24)
- Áustria (2)
- Azerbaijão (2)
- Bélgica (5)
- Brasil (4)
- Bulgária (3)
- Canadá (20)
- Cazaquistão (5)
- China (11)
- Colômbia (5)
- Dinamarca (10)
- Egito (7)
- Espanha (13)
- Estados Unidos (23)
- Estónia (1)
- Finlândia (1)
- França (13)
- Geórgia (2)
- Grã-Bretanha (23)
- Grécia (12)
- Índia (10)
- Israel (1)
- Itália (5)
- Japão (16)
- Letônia (1)
- México (8)
- Nova Zelândia (5)
- Países Baixos (8)
- Polônia (4)
- Portugal (24)
- República Tcheca (2)
- Suécia (7)
- Turquia (5)
- Ucrânia (13)
- Uzbequistão (3)

## Resumo de medalhas
| Evento               | Ouro | Prata | Bronze |
| -------------------- | --- | --- | --- |
| Masculino            | | | |
| Individual           | Dylan Schmidt (NZL) | Allan Morante (FRA) | Yamato Ishikawa (JPN) |
| Individual - Equipes | Portugal · Diogo Abreu · Pedro Ferreira · Lucas Santos · Rúben Tavares                                                                                       | França · Julian Chartier · Florestan Riou · Allan Morante · Pierre Gouzou | Alemanha · Matthias Schuldt · Matthias Pfleiderer · Fabian Vogel · Tim-Oliver Geßwein                                                 |
| Sincronizado         | Alemanha · Fabian Vogel · Matthias Pfleiderer | Portugal · Diogo Abreu · Pedro Ferreira | França · Florestan Riou · Pierre Gouzou                                                                                               |
| Duplo-Mini           | Ruben Padilla (USA) | Gavin Dodd (CAN) | Tomas Minc (USA) |
| Duplo-Mini - Equipes | Espanha · David Franco · Carlos del Ser · Andrés Martínez · Nicolás Toribio                                                                                  | Portugal · Diogo Cabral · André Dias · João Félix · José Domingues | Estados Unidos · Tomas Minc · Changamire Anderson · Ruben Padilla · Merrill Hunter                                                    |
| Tumbling             | Ethan McGuinness (AUS) | Kristof Willerton (GBR) | Axel Duriez (FRA) |
| Tumbling - Equipes   | Grã-Bretanha · Kristof Willerton · Jaydon Paddock · Ramami Levena · Lewis Westwood                                                                           | Dinamarca · Mads Hansen · Martin Abildgaard · Johannes Sømod · Jeppe Mikkelsen | Estados Unidos · Patrick Lyell · Kaleb Cave · Kaden Brown · Dominic Dumas                                                             |
| Feminino             | | | |
| Individual           | Hikaru Mori (JPN) | Bryony Page (GBR) | Hu Yicheng (CHN) |
| Individual - Equipes | China · Cao Yunzhu · Zhu Xueying · Hu Yicheng · Fan Xinyi | Grã-Bretanha · Isabelle Songhurst · Bryony Page · Louise Brownsey | Japão · Risa Kiryu · Hikaru Mori · Megu Uyama · Narumi Tamura                                                                         |
| Sincronizado         | Japão · Hikaru Mori · Megu Uyama | França · Marine Jurbert · Léa Labrousse | México · Mariola García · Dafne Navarro Loza                                                                                          |
| Duplo-Mini           | Bronwyn Dibb (NZL) | Tristan van Natta (USA) | Cheyanna Robinson (AUS) |
| Duplo-Mini - Equipes | Austrália · Cheyanna Robinson · Keara Nel · Carina Hagarty · Braida Thomas                                                                                   | Estados Unidos · Shelby Nobuhara · Maia Amano · Tristan van Natta · Aliah Raga | Grã-Bretanha · Bethany Williamson · Kim Beattie · Kirsty Way · Ruth Shevelan                                                          |
| Tumbling             | Comfort Yeates (GBR) | Koralee Catlett (AUS) | Shanice Davidson (GBR) |
| Tumbling - Equipes   | Grã-Bretanha · Shanice Davidson · Comfort Yeates · Megan Kealy · Jessica Brain                                                                               | Estados Unidos · Anastasia Katchalova · Tia Taylor · Miah Bruns · Isabel Steinmetz | França · Candy Brière-Vetillard · Maëlle Dumitru-Marin · Manon Morançais · Émilie Wambote                                             |
| Misto                | | | |
| Geral por Equipes    | Grã-Bretanha · Lewis Cosling · Megan Kealy · Rhys Northover · Bryony Page · Zak Perzamanos · Isabelle Songhurst · Andrew Stamp · Kirsty Way · Lewis Westwood | Estados Unidos · Nicole Ahsinger · Kaden Brown · Miah Bruns · Cody Gesuelli · Ruben Padilla · Zachary Ramacci · Aliaksei Shostak · Jessica Stevens · Tristan van Natta · Cheyenne Webster | Portugal · Diogo Abreu · Margarida Agostinho · Diogo Cabral · Sofia Correia · Pedro Ferreira · Diana Gago · Ingrid Maior · Vasco Peso |

## Quadro de medalhas
| Pos.                | País                | Ouro | Prata | Bronze | Total |
| ------------------- | ------------------- | ---- | ----- | ------ | ----- |
| 1                   | Grã-Bretanha        | 4    | 3     | 2      | 9     |
| 2                   | Austrália           | 2    | 1     | 1      | 4     |
| 3                   | Japão               | 2    | 0     | 2      | 4     |
| 4                   | Nova Zelândia       | 2    | 0     | 0      | 2     |
| 5                   | Estados Unidos      | 1    | 4     | 3      | 8     |
| 6                   | Portugal            | 1    | 2     | 1      | 4     |
| 7                   | Alemanha            | 1    | 0     | 1      | 2     |
| 7                   | China               | 1    | 0     | 1      | 2     |
| 9                   | Espanha             | 1    | 0     | 0      | 1     |
| 10                  | França              | 0    | 3     | 3      | 6     |
| 11                  | Canadá              | 0    | 1     | 0      | 1     |
| 11                  | Dinamarca           | 0    | 1     | 0      | 1     |
| 13                  | México              | 0    | 0     | 1      | 1     |
| Total (13 entradas) | Total (13 entradas) | 15   | 15    | 15     | 45    |